# Антопільський район
52°10′00″ пн. ш. 24°45′00″ сх. д. / 52.16667° пн. ш. 24.75000° сх. д.
Антопільський район (біл. Антопальскі раён) — адміністративно-територіальна одиниця в Білоруській РСР у 1940—1959 роках, що входила до Берестейської області.
Антопільський район із центром у селі Антопіль був утворений у Берестейській області 15 січня 1940 року, у жовтні встановлено розподіл на 13 сільрад. 16 липня 1954 року в районі переглянуто поділ на сільради: 7 скасовано, 2 створено. 8 серпня 1959 року район скасовано, його територія поділена між Дорогичинським та Кобринським районами. Дорогичинському району були передані міське селище Антопіль та 4 сільради (Головчицька, Детковицька, Іменинська, Первомайська), Кобринському — 3 сільради (Городецька, Грушівська та Онисковицька).

## Сільради
1940—1954
- Головицький;
- Городецький;
- Демидівщинський;
- Деревнівський;
- Детковицький;
- Занів'ївський;
- Ілоський;
- Кам'янський;
- Жовтневий;
- Онисковицький;
- Осиповицький;
- Першотравневий;
- Худлинський.

1954—1959
- Головицький;
- Городецький;
- Грушівський;
- Детковицький;
- Іменинський;
- Жовтневий (до 31 березня 1959);
- Онисковицький;
- Першотравневий.